# Libanoculex intermedius
Libanoculex intermedius (лат.) — ископаемый вид комаров, единственный в составе рода †Libanoculex и подсемейства †Libanoculicinae. Меловой период (около 125 млн лет). Ливанский янтарь. Древнейший представитель семейства комаров Culicidae, чьи самцы имели острые и зубчатые мандибулы и, предположительно, питались кровью.

## Этимология
Видовое название L. intermedius — латинское прилагательное intermedius, означающее «промежуточный» или «между», и относится к ранней дивергенции ископаемого таксона относительно других Culicidae и его уникальному сочетанию апоморфий и симплезиоморфий этих кулицид с Chaoboridae. Родовое название Libanoculex представляет собой комбинацию латинского Libanus, что означает «Ливан», и родового названия Culex (латынь, означающая комар или москит).

## Описание
Длина тела 2,45 мм. Ширина головы 0,50 мм; темя с двумя сходящимися линиями длинных щетинок, расположенных по обе стороны от лобного шва V-образно; постзатылочный шов с густыми длинными щетинками; сложные глаза почковидной формы, фасетки одинакового размера, расстояние между глазами составляет 0,14 мм; антенна кустистая, длиннее нижнечелюстных щупиков и хоботка, длиной 1,27 мм, с 13 члениками жгутика, длина жгутика 1,19 мм. Длина переднего крыла 1,63 мм. Древнейший представитель комаров, который найден в ливанском янтаре и относящийся к барремскому ярусу раннего мелового периода, около 125 миллионов лет назад.
Вид выделен в отдельные монотипические род †Libanoculex и подсемейство †Libanoculicinae со следующими диагностическими признаками: голова с развитым хоботком, немного длиннее 1/3 длины антенны; мандибулы исключительно острые, зубчатые, удлиненные, доходят до вершины гортаноглотки; лациния зубчатая; нижнечелюстные щупики без чешуек, максиллярный пальпомер III самый длинный, немного длиннее V-го членика щупика; щетинки составляют 0,25× длины жгутиков базального кольца; наличник с редкими щетинками; чешуйки имеются вдоль апикального и заднего краев переднего крыла, в жилках крыльев чешуйки отсутствуют; мерон непрерывно склеротизирован, дорсальный край примыкает к катэпимерону.

## Питание
Наличие исключительно острых и зубчатых мандибул и лациний у самца L. intermedius позволяет предположить, что они были гематофагами. Он также имеет сенсиллы на нижнечелюстных пальпомерах II—IV, sensilla chaetica на пальпомерах II и IV и головчатые сенсиллы на пальпомерах III, все из которых сильно напоминают головчатые колышки и сенсиллы chaetica современных малярийных комаров (Anopheles). Известно, что Culicidae потенциально чувствительны к воздушным потокам, тогда как головчатые колышки могут быть обонятельными рецепторами, чувствительными к углекислому газу. Соответственно, это, вероятно, способствовало обнаружению самок или потенциальных позвоночных-хозяев, возможно, дополнительно поддерживая гематофагическое поведение самцов Libanoculex intermedius.
Такое поведение было бы неожиданным для самца комара, учитывая, что самцы современных видов комаров питаются нектаром, соком растений или медвяной росой. Тем не менее, гематофагия самцов известна у современных Psychodidae и некоторых круглошовных мух. Также сообщалось о редких случаях гематофагии самцов Culicidae с явно токсическим воздействием на насекомое. Тем не менее, появление кровососущих самцов в других линиях, а также редкие случаи среди Culicidae позволяют предположить, что, возможно, обнаружить такое питание у самцов мелового комара.
Хотя кровью питаются только самки современных комаров, самки и самцы этих видов также питаются нектаром. Польза для самцов меловых комаров от питания кровью могла заключаться в увеличении их способности летать и успешно спариваться, как это происходит с современными самками, но причина, по которой это поведение впоследствии было утрачено у самцов, остается неизвестной.

## Систематика
Вид был впервые описан в 2023 году группой палеоэнтомологов из Китая, Ливана, Франции и США (Дени Азаром, Андре Нелем, Huang Diying, Майклом Энджелом). Описание сделано по самцам (самки неизвестны) из мелового ливанского янтаря: центральный Ливан, 33°48′13″N, 35°43′45″E, высота 1 340 м (район Баабда). Новое ископаемое имеет синапоморфию взрослых особей надсемейства Culicoidea, то есть «взрослый самец с передними когтями на каждой ноге и базальным зубцом». Внутри надсемейства у него отсутствуют две синапоморфии, предложенные для Dixidae (то есть жилки «R1, простирающаяся очень близко или до вершины крыла и изогнутая на вершине» и «R2 + 3, сильно изогнутая»), что исключает сходство с этим семейством. Кроме того, он обладает двумя синапоморфиями, установленными для клады, включающей (Corethrellidae + (Chaoboridae + Culicidae)), а именно: «взрослая особь с передним анэпистернумом, разделенным извилистым швом на дорсальную и вентральную части» и «задний край крыла имаго с чешуйками». Филогенетический анализ выявил единственную кладограмму, которую можно резюмировать как Dixidae (Corethrellidae + Chaoboridae + [†Libanoculex intermedius (†Burmaculex antiquus + Crown-Culicidae)]), что подтверждает положение L. intermedius как сестринский таксон всех других Culicidae.
|  | †Libanoculex intermedius (Ливанский янтарь)                                                                                     |
|  | |
|  | \| \| †Burmaculex antiquus Borkent & Grimaldi, 2004 (Бирманский янтарь)[2] \| \| \| \| \| \| краун-группа Culicidae \| \| \| \| |
|  | |
|  | †Burmaculex antiquus Borkent & Grimaldi, 2004 (Бирманский янтарь)                                                               |
|  | |
|  | краун-группа Culicidae |
|  | |

|  | †Burmaculex antiquus Borkent & Grimaldi, 2004 (Бирманский янтарь) |
|  |                                                                   |
|  | краун-группа Culicidae                                            |
|  |                                                                   |